# Echinocereus pectinatus
Echinocereus pectinatus je vzpřímeným druhem kaktusu z rodu Echinocereus pocházející z roslehlých oblastí severního Mexika. Je velmi rozšířený i při pěstování v kultuře.

## Podřízené taxony
poddruh : Echinocereus pectinatus subsp. wenigeri (L. Benson) Blum et Rurow stat. nov.

## Popis
Druhové jméno pectinatus znamená hřebínkovitý. Tvoří vzpřímené cylindrické tělo tvořené 20 až 30 rovnými nízkými žebry, které je úplně zahaleno hustými přiléhavými trny. Výška těla dosahuje 10 až 15 cm s průměrem až do 6 cm. Areoly jsou eliptické, 3 mm dlouhé s bílou plstí. Okrajových trnů je 16–30 a jsou hřebenovité, mírně ohnuté až 1 cm dlouhé, bílé až růžové. Krátkých středových trnů je 2–6 a jsou umístěny v jedné řadě.
Květ je 6–8 cm dlouhý, uvnitř světle růžovofialový. Nitky jsou bílorůžové, prašníky chromově žluté, čnělka přečnívá tyčinky, 12–18klanná blizna je zelená.
Plod je ostnitý, semena tmavá vejčitá.

## Výskyt
Pochází z lokalit ve Střední Americe – středního a severního Mexika ve státech Guanajuato, a od San Luis Potosí až po Chihuahua.

## Pěstování a podmínky
Rostou jako pravokořenné, ovšem velice pomalu a s neochotou ke kvetení. Roubované rostliny rostou dobře, ale jsou slabou náhražkou pestře zbarvených a hustě otrněných pravokořenáčů nebo importů.
Vyžadují těžší , jílovitou, propustnou zeminu s dostatkem porézních příměsí (antuka, perlit, drcený keramzit,apod.). V době růstu vyžadují mnoho slunce, tepla a vzduchu. Zálivka mírná a opatrná.
Zimování vyžadují absolutně suché a světlé s teplotou 5–6 °C.

## Galerie

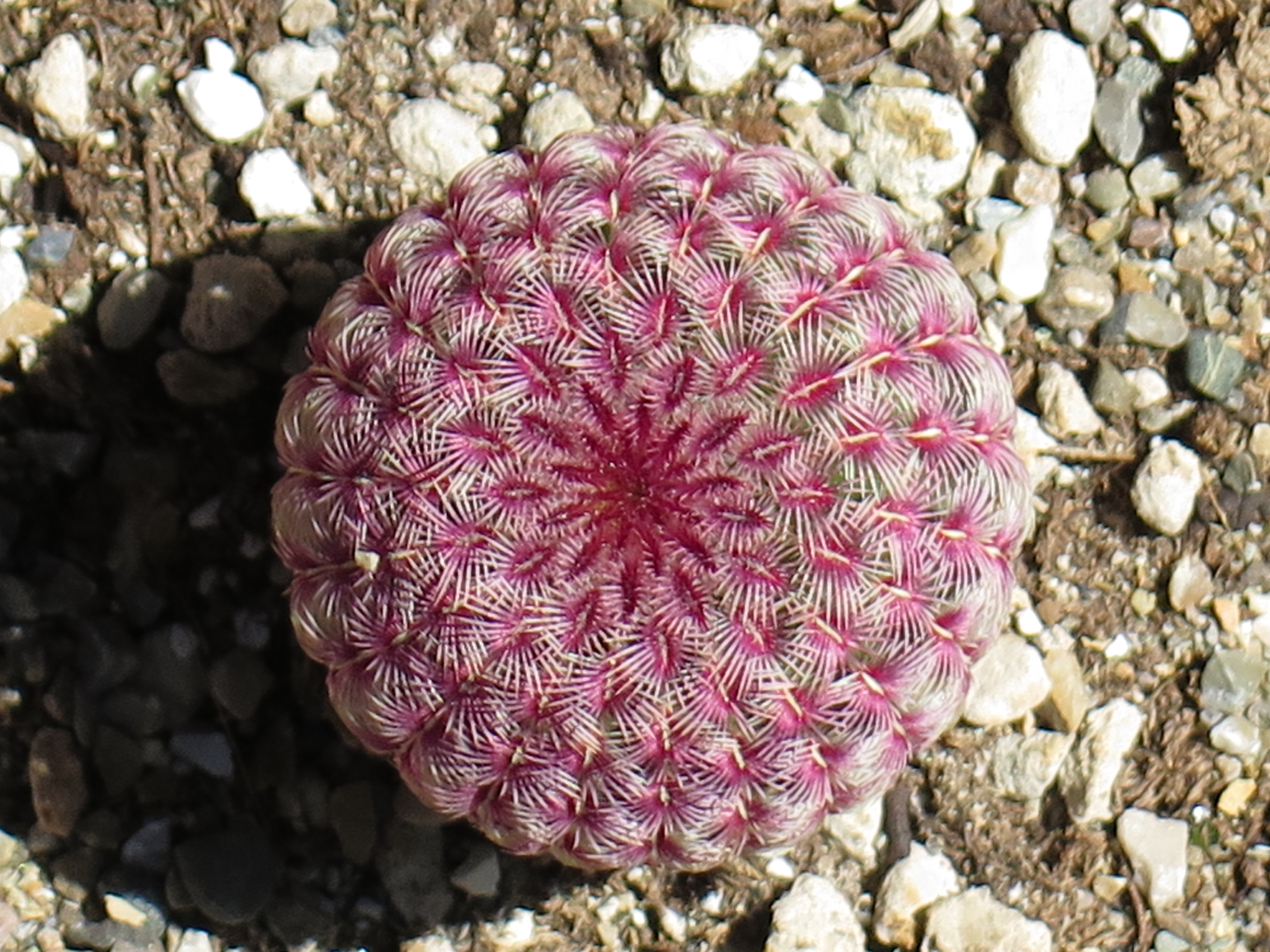
Echinocereus pectinatus
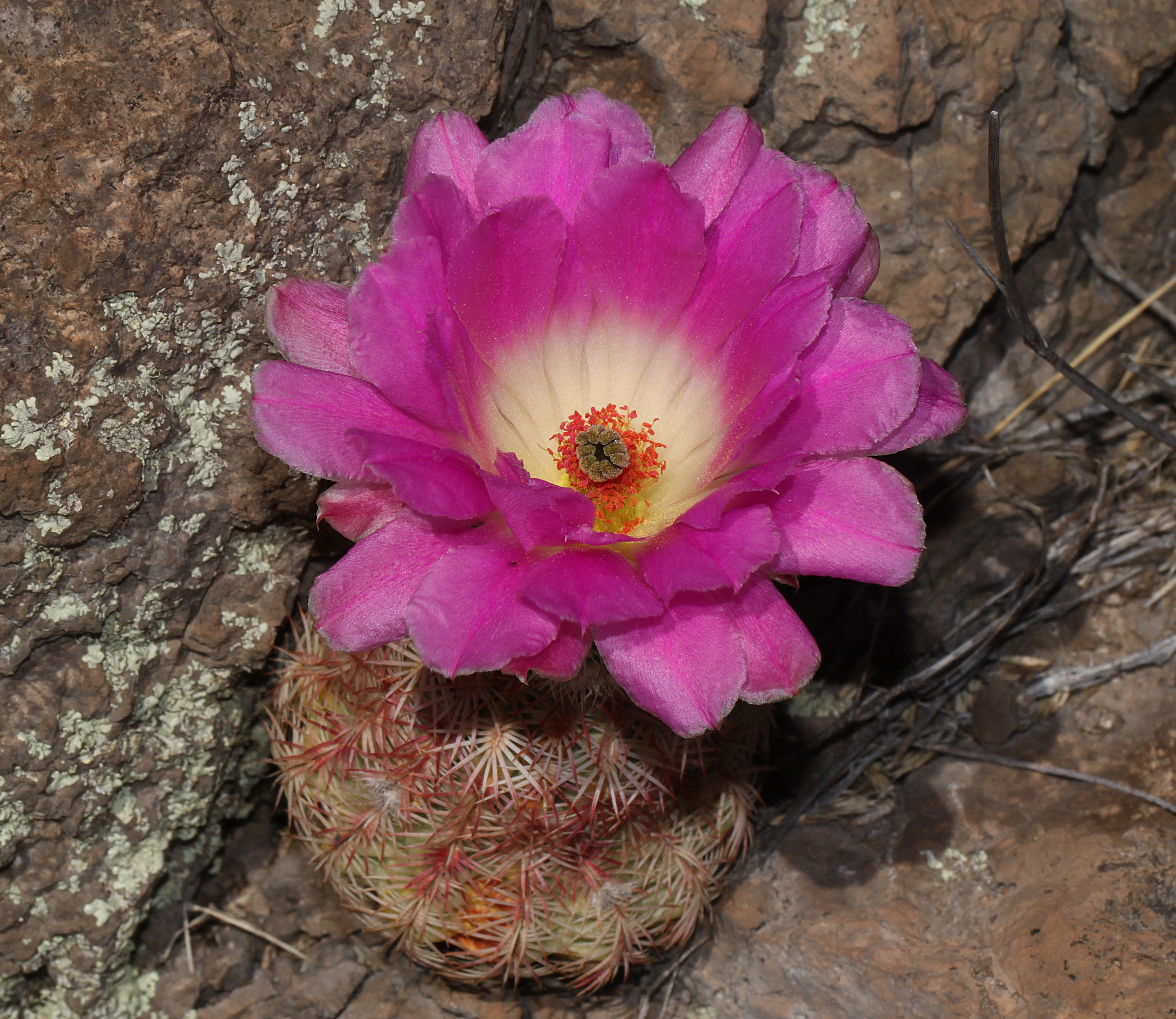
květ
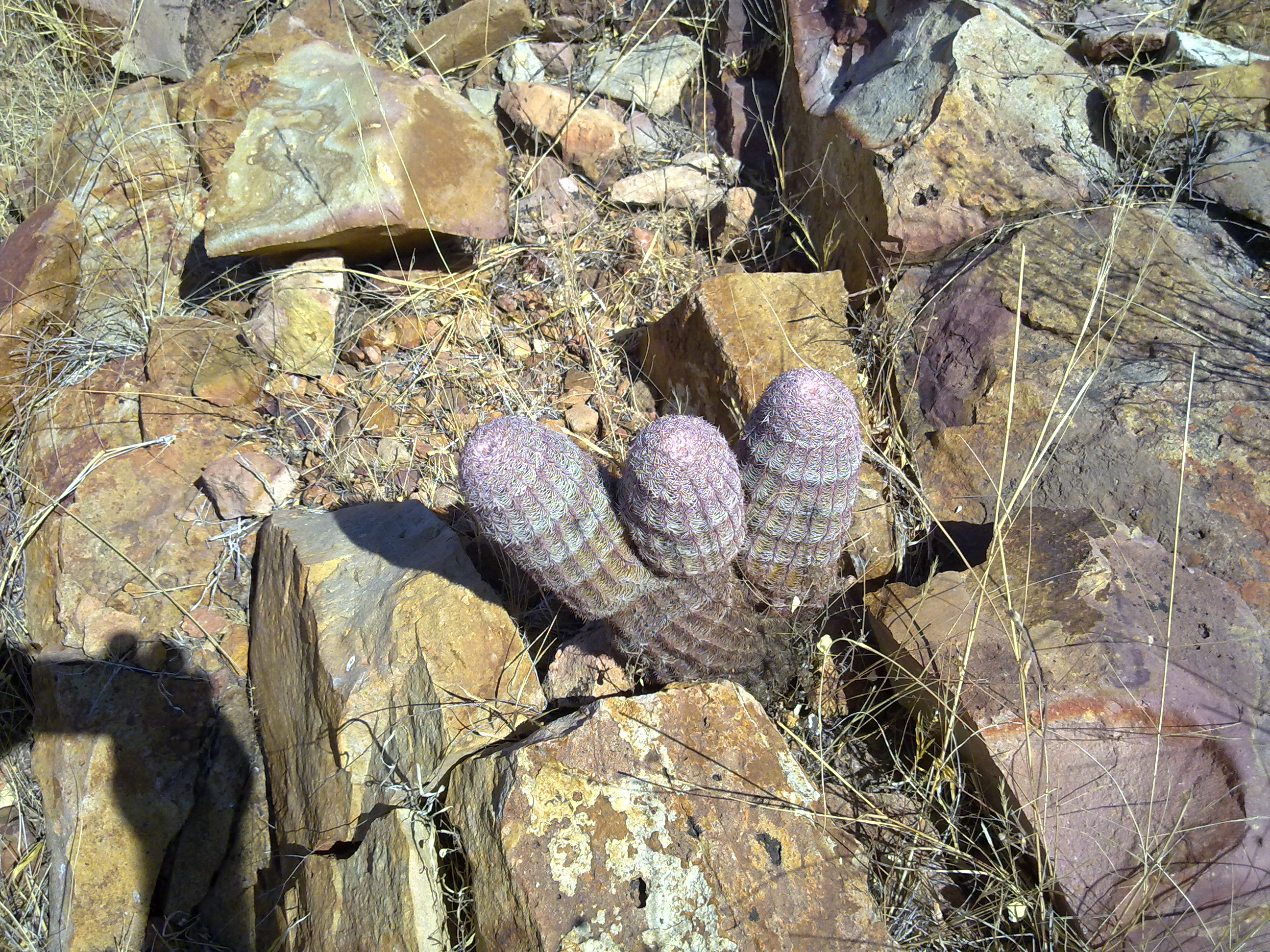
výskyt v terénu
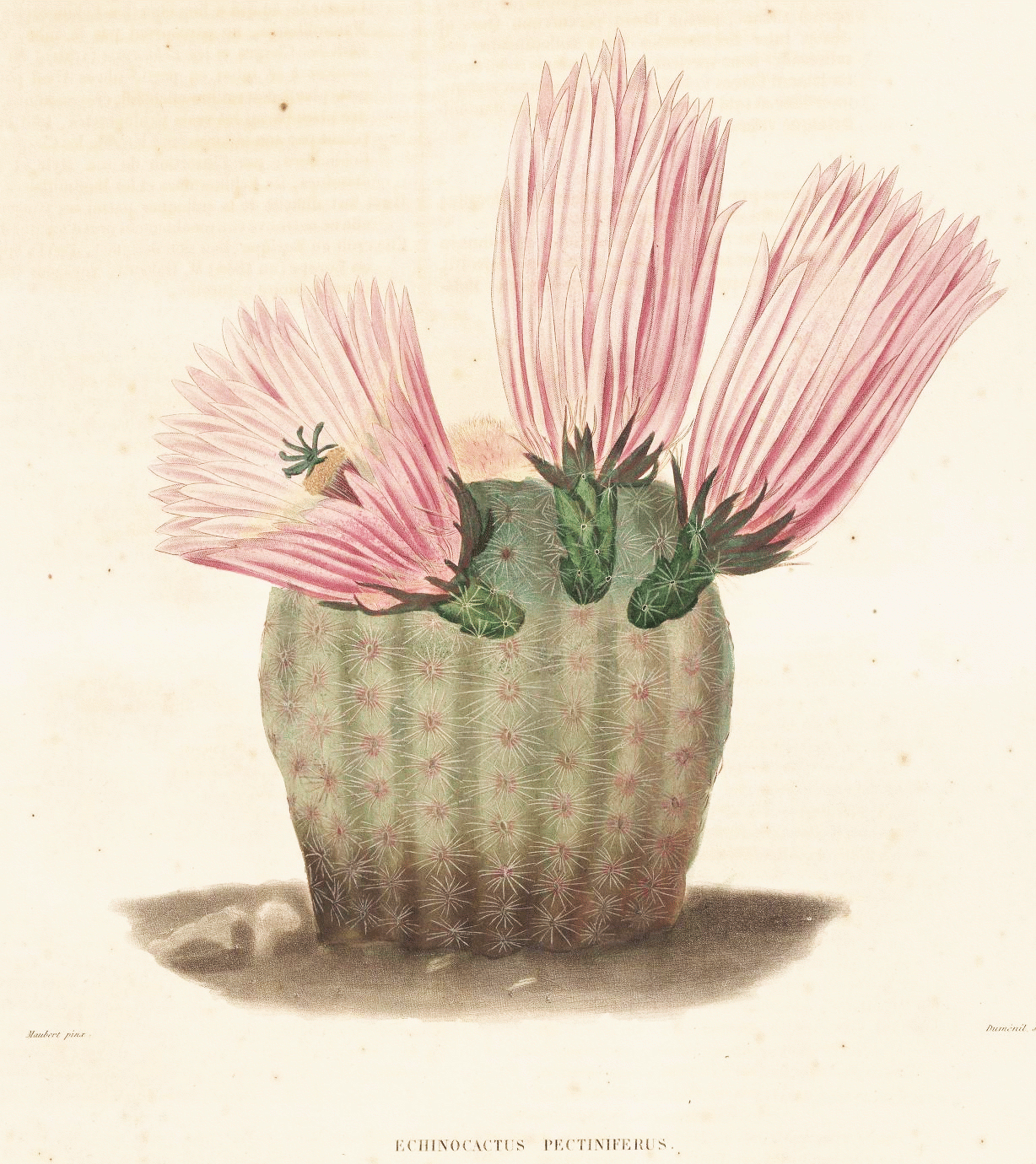
Ilustrace od Lemaira
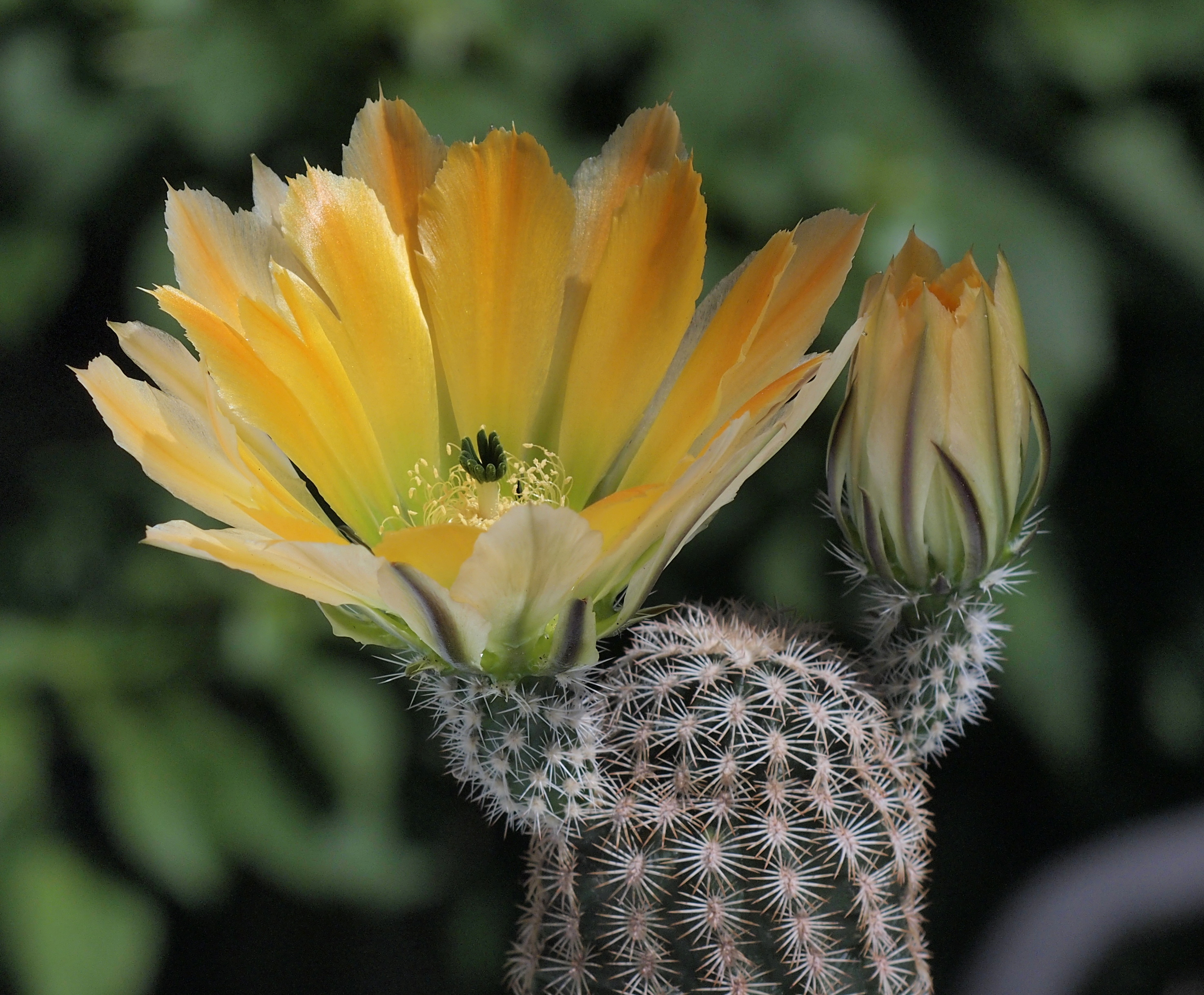
Echinocereus pectinatus ssp. wenigeri.jpg